# BOSS DS-1

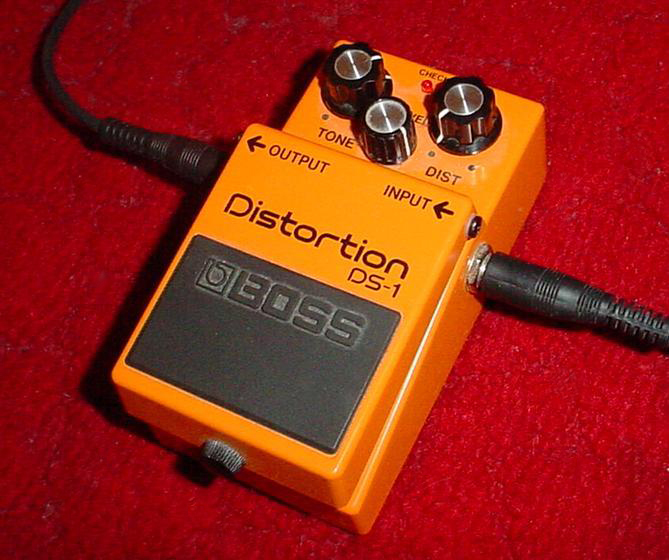
A Boss DS-1 distortion pedal

BOSS DS-1 Distortion（ボス・ディーエス・ワン・ディストーション）は、BOSS製のディストーション系コンパクトエフェクター。発売元はローランド。1978年にBOSS初のディストーションとして販売。
2024年現在までに約150万台を販売し、BOSSのコンパクトエフェクターシリーズの中で最も販売台数が多いモデルである。

## 構造
DS-1は、非常に単純な電気回路を有している。予めバイポーラトランジスタの自己バイアス増幅回路でゲインを上昇させた後、オペアンプによる非反転増幅回路のフィードバック抵抗でゲインを可変にし、オペアンプの出力にクリッピング素子としてシリコンダイオードを用いている。クリッピングさせた出力信号のハイを落とす独特な回路構成のトーンコントロールにレベルが直結する。出力信号のコールドはグランドに落とさず、中間電位に落とされる。ディストーションの基本とも言えるオーソドックスな回路構成である。
この構造設計はProCo RATなどにも影響を与えた。トーンコントロールの設計は先発のファズであるBig Muffに類似している。構造としては、出力されるディストーションが可変増幅回路により生成される、それはダイオードが出力をショートさせることで激しく入力波形をクリップする仕様のものである。

### モディフィケーション
DS1をベースにした改造も広く行われている。有名な改造業者としてはアナログマン、ロバート・キーリーが挙げられる。

## 主な使用者
- マイク・スターン[1]
- ジョー・サトリアーニ[1]
- スティーヴ・ヴァイ[1]
- ジョージ・リンチ（ドッケン）[1]
- カート・コバーン（ニルヴァーナ）[1]
- ジョン・フルシアンテ（レッド・ホット・チリ・ペッパーズ）[1]
- マーク・スピアー（クルアンビン）[1]